# Université d'Afrique du Sud
L'université d'Afrique du Sud (en anglais University of South Africa, abrégé en UNISA) précédemment appelée l'université du Cap de Bonne Espérance, est une université sud-africaine, basée initialement au Cap puis actuellement à Pretoria. 
Elle est la plus grande université d'Afrique du Sud. Avec plus de 420 000 étudiants, elle attire un tiers de tous les étudiants de l'enseignement supérieur.

## Historique
Créée par la loi nº16 de 1873 du Parlement du Cap de Bonne-Espérance, comme la première université sud-africaine sous le nom University of the Cape of Good Hope (université du Cap de Bonne-Espérance), l'université fut construite sur le modèle de l'université de Londres. 
La reine Victoria reconnut ses statuts en 1877, en garantissant la reconnaissance de ses diplômes à travers le Royaume-Uni et ses colonies. L'université était à ses débuts une agence d'examen pour accéder aux universités d'Oxford et de Cambridge.
Rebaptisée University of South Africa (université d'Afrique du Sud) en 1916, elle s'installe à Pretoria.

## Personnalités liées à l'université
L'université compte de nombreux Sud-Africains célèbres parmi ses alumni, dont deux lauréats du Prix Nobel de la paix (Nelson Mandela et l'archevêque Desmond Tutu), le peintre Walter Battiss, des politiciens (Anton Lembede, Ahmed Kathrada et Cyril Ramaphosa) ou encore la championne d'athlétisme Zola Budd. On y compte aussi des personnalités étrangères comme le président Robert Mugabe ou l'écrivain portugais Fernando Pessoa (qui y obtient le Queen Victoria Memorial Prize en 1903 puis en 1904 l'Intermediate Examination in Arts).

### Liste des vice-chanceliers
- Langham Dale (1826-1898), vice-chancelier de 1873 à 1877, de 1879 à 1882 et 1884 à 1889
- Willem Jacobus Viljoen, vice-chancelier de 1918 à 1922
- John Ernest Adamson, vice-chancelier de 1922 à 1926
- John Daniel Kestell, vice-chancelier de 1926 à 1928
- Hugh Bryan, vice-chancelier de 1928 à 1930
- Nicolaas Marais Hoogenhout, vice-chancelier de 1930 à 1932
- Samuel Henri Pellissier, vice-chancelier de 1932 à 1934
- Marthinus Christoffel Botha, vice-chancelier de 1934 à 1936
- François Daniël Hugo, vice-chancelier de 1936 à 1938
- François Stephanus Malan (1871-1941), vice-chancelier de 1938 à 1940
- Ferdinand Postma, vice-chancelier de 1940 à 1944
- Alfred Adrian Roberts, vice-chancelier de 1944 à 1946
- Herman Heinrich Gerhard Kreft, vice-chancelier de 1946 à 1948
- Albertus Johannes Roux van Rhijn (1890-1971), vice-chancelier de 1948 à 1952
- Stephanus Petrus Erasmus Boshoff,  vice-chancelier de 1952 à 1955
- Andries Jacobus Hendrik Van der Walt (1893-1972), professeur d'histoire, vice-chancelier (1955 à 1956)
- Samuel Pauw (1909-1974), sociologue, vice-chancelier (1956 à 1972)
- Theodoor (« Theo ») van Wijk (1916-2009), vice-chancelier (1972 à 1988)
- Jan van Vuuren (1930-2014), vice-chancelier (1989 à 1993)
- Marinus Wiechers (1937-2018), vice-chancelier (1994 à 1997)
- Antony Melck, vice-chancelier (1999 à 2001)
- Barney Pityana, vice-chancelier (2001 à 2010)
- Mandla Makhanya, vice-chancelier (2011 à 2020)
- Puleng Lenkabula, vice-chancelier depuis 2021

### Liste des chanceliers
- William Porter (1805-1880), chancelier de 1876 à 1880
- Henry Bartle Edward Frere, chancelier de 1880 à 1884
- Langham Dale (1826-1898), chancelier de 1890 à 1898
- Malcolm William Searle, chancelier de 1916 à 1918
- Prince Arthur, duc de Connaught et Strathearn, chancelier de 1918 à 1942
- Nicolaas Jacobus de Wet, chancelier de 1943 à 1951
- Gerhardus Jacobus Maritz, chancelier de 1951 à 1957
- Francois Jean de Villiers, chancelier de 1957 à 1977
- Victor Gustav Hiemstra, chancelier de 1977 à 1987
- Theodoor (« Theo ») van Wijk (1916-2009), chancelier de 1988 à 1989
- Christoph Friedrich Garbers, chancelier de 1990à 2000
- Bernard Ngoepe, chancelier de 2001 à 2016
- Thabo Mbeki, chancelier depuis 2017